# オール セプターズ ネットワーク
オール セプターズ ネットワーク (All Cepter's Network、略称ACN)は大宮ソフトが運営するコンピュータゲーム『カルドセプト』の公式ユーザークラブである。
会費等は無料、入会資格は『カルドセプト』が好きであれば誰でも登録できる。入会にはパソコンあるいはPlayStation 2などのネットワーク接続機器が必要。
『カルドセプト』はトレーディングカード・ボードゲームであり、コンピュータの操るNPCとの対戦も楽しめるものの対人対戦が面白いゲームということもあり、対戦相手との交流を目的としている。
『カルドセプト』の公式ホームページにはACN会員専用ページがあり、登録するとダウンロードコンテンツとして追加カードや追加マップがダウンロード可能になる。また、公式の電子掲示板やチャットも利用できる。
以前は「セプター友の会」という公式クラブが存在していたが、ドリームキャスト版『カルドセプト セカンド』の発売に先駆け、2001年6月20日に「ACN」が発足した。会員数は約4万人。
2013年3月1日をもってACNが終了した。これによってドリームキャストおよびプレイステーション2のダウンロードコンテンツの配布も終了している。